# Гай (Брежице)
Гай (словен. Gaj) — поселення в общині Брежиці, Споднєпосавський регіон, Словенія. Висота над рівнем моря: 257,1 м.